# Sóc bay lông tai
Sóc bay lông tai, tên khoa học Belomys pearsonii, là một loài động vật có vú trong họ Sóc, bộ Gặm nhấm. Loài này được Gray mô tả năm 1842.